# میسی گلد
میسی گلد (انگلیسی: Missy Gold؛ زادهٔ ۱۴ ژوئیه ۱۹۷۰) یک هنرپیشه اهل ایالات متحده آمریکا است.
او با ایفای نقش «کاتلین دابلیو. سلویک» در مجموعه تلویزیونی کمدی رییس کدومه؟ (Benson) که از سال ۱۹۷۹ تا ۱۹۸۶ از شبکه ABC پخش شد، به شهرت رسید. این نقش، مشهورترین و ماندگارترین حضور او در تلویزیون به‌شمار می‌آید. میسی گُلد در این سریال نقش دختر فرماندار را بازی می‌کرد که به‌دلیل بازی روان و طبیعی‌اش، توجه مخاطبان را جلب کرد.
او از جمله بازیگران کودک دهه ۷۰ و ۸۰ میلادی بود که در چندین سریال تلویزیونی دیگر نیز نقش‌آفرینی کرد، اما پس از پایان دوران بازیگری‌اش در نوجوانی، تصمیم گرفت از دنیای سینما و تلویزیون کناره‌گیری کند.
میسی گُلد پس از ترک بازیگری، به تحصیل در رشته روان‌شناسی پرداخت و بعدها به‌عنوان روان‌درمانگر فعالیت حرفه‌ای خود را ادامه داد. خواهر او، تریسی گُلد نیز یکی از بازیگران سرشناس آمریکایی است که به‌خاطر نقش‌آفرینی در سریال Growing Pains شهرت دارد.
میسی گُلد در طول دوران کوتاه بازیگری‌اش، به‌عنوان یکی از چهره‌های محبوب کودکان و نوجوانان در تلویزیون آمریکا شناخته می‌شد.